# 长腺小米草
长腺小米草（学名：Euphrasia hirtella）为玄参科小米草属下的一个种。

## 扩展阅读
- 維基物種上的相關：长腺小米草